# Ferrexpo
Ferrexpo plc er et schweizisk jernmalmsmineselskab med hovedkvarter i Baar. De har handelskontor i London og produktionen foregår i Ukraine. I Ukraine driver de tre miner og og en forarbejdningsfacilitet.